# Miguel Ángel Pareja
Miguel Ángel Pareja (Montevideo, 25 de agosto de 1908-27 de julio de 1984) fue un pintor, artista plástico y docente uruguayo. 

## Biografía
Nace en Montevideo pero siendo adolescente se traslada a la ciudad de Las Piedras en el Departamento de Canelones donde inicia su formación como artista con Manuel Rosé y cultiva una amistad con el escultor Germán Cabrera.
En 1937 viaja a Paris donde asiste a clases con Roger Bissiére para luego retornar a Europa en 1954 y tomar cursos en la Escuela de Mosaico y Cerámica de Ravena en Italia. En esa institución tiene la oportunidad de trabajar con los mosaicos bizantinos e introduce una técnica que aplica para realizar un mural en la Usina de Gas de Francia.
En 1959 integra el llamado Grupo de los ocho junto a Lincoln Presno, Carlos Páez Vilaró, Raúl Pavlotzky, Alfredo Testoni, Américo Spósito, Oscar García Reino, y Julio Verdié.
Fue director de la Escuela Nacional de Bellas Artes entre 1964 y 1972 y junto a sus alumnos del Taller del Mosaico realizó murales en varios edificios de Montevideo. Sus alumnos pudieron seguir asistiendo a sus clases en el Taller Pareja de la Galería Aramayo desde 1975 a 1980 y luego en su propio taller, desde 1983 hasta su muerte.

## Exposiciones
1944- En el mes de julio realiza una exposición en Amigos del Arte con retratos, composiciones y paisajes de Fray Bentos (Uruguay).
1951- Inteviene en las muestras de la delegación uruguaya a la I Bienal de San Pablo (Brasil).
1953- Inteviene en las muestras de la delegación uruguaya a la II Bienal de San Pablo (Brasil).
1975- Exposición en la Galería del Notariado (Montevideo, Uruguay).
1980- Exposición en Galería Sarmiento (Buenos Aires, Argentina).
1981- Exposición en Galería Sarmiento (Buenos Aires, Argentina)

## Premios
1945- VI Salón Municipal (Uruguay) un Premio Adquisición por su óleo "Gaucho".
1953- Presenta dos óleos al XVII Salón Nacional "Retrato de Niña" y "Niña tomando mate" por el que recibe el Premio Banco República, Medalla de Bronce.
1957- Premio Adquisición en el XI Salón Municipal con su óleo "Composición" (Uruguay).